# Декларація Шумана

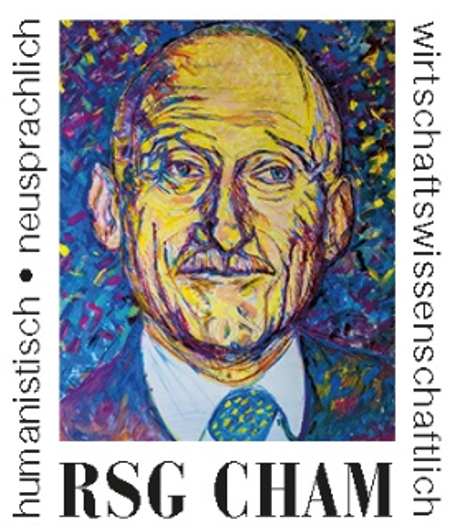

Деклара́ція Шу́мана (англ. Schuman Declaration) — урядова пропозиція створити нову форму організації європейських держав, яку 9 травня 1950 року висунув міністр закордонних справ Франції Робера Шумана. Після двох світових воєн, Франція дійшла висновку, що деякі цінності, як справедливість та верховенство права, не може забезпечувати тільки сам державний апарат. Це призвело до створення організації значно більшої ніж технічна Спільнота для кооперації вугільної та сталевої промисловості Франції, Західної Німеччини, Італії, Нідерландів, Бельгії та Люксембургу під спільним Вищим Органом. Ця пропозиція призвела до створення Європейської спільноти з вугілля та сталі. Це також стало основою для створення декількох інших Європейських Спільнот, серед яких і теперішній Європейський Союз. Цю подію відзначають щороку як День Європи, а Шуман уважається одним із засновників Європейського Союзу.

## Передумови
Після Другої світової війни «холодна війна» розділила Європу між двома сферами впливу по обидва боки «залізної завіси». Бажання не допустити повторення руйнувань Першої та Другої світових воєн призвело до схильності європейського співробітництва. Наприклад, Вінстон Черчилль закликав до створення «Ради Європи» Сполучені Штати підтримували розширення європейської співпраці, тому коли було оголошено про допомогу за планом Маршалла, єдиною умовою було те, що ця допомога повинна використовуватися європейськими країнами скоординовано.
План Монне — французький план стимулювання інвестицій та модернізації французької економіки після Другої світової війни, створив поштовх для Плану Шумана. До війни Франція була найбільшим у світі імпортером вугілля, і План Моне передбачав імпорт вугілля з Німеччини.
У Німеччині були побоювання, що Франція прагне імпортувати вугілля з Німеччини «якомога дешевше», щоб сприяти французькому виробництву сталі. У Франції занепокоєння (яке виникло ще в довоєнний період) полягало в тому, що вугілля буде доступне на більш вигідних умовах на німецькому ринку і, таким чином, надасть перевагу німецькій промисловості. Шуман мав на меті запобігти тому, щоб вугільні та сталеливарні компанії діяли, як картелі, які могли б обмежити пропозицію на національному ринку.
План Шумана означав би об'єднання ринків і розширення виробництва. Це розглядалося як сила миру в Європі, оскільки єдиний ринок зробив би війну між Францією та Німеччиною «матеріально неможливою».
Шуман просував ініціативи з об'єднання Європи, коли був прем'єр-міністром Франції (1947—1948) і міністром закордонних справ у 1948—1952 рр. Він говорив про принципи спільного використання європейських ресурсів у наднаціональному союзі під час підписання Статуту Ради Європи в Лондоні 5 травня 1949 р.

## Цілі та підготовка проєкту
У розробці Декларації Шумана Жан Моне спирався на допомогу Поля Ройтера, консультанта з міжнародного права Міністерства закордонних справ Франції та професора права в Екс-ан-Провансі, а також Етьєна Гірша: (Проєкти документів Декларації були опубліковані Фондом Жана Моне).
Пропозиція Шумана була узгоджена після обговорення у французькому кабінеті міністрів 9 травня 1950 року. Напередодні Шумана запевнили, що він має підтримку канцлера Німеччини Конрада Аденауера. 
У Декларації Шумана говориться: «Об'єднання європейських народів вимагає усунення вікового протистояння Франції та Німеччини». Французький уряд «пропонує, щоб франко-німецьке виробництво вугілля і сталі в цілому було передано під спільне верховне управління в рамках організації, відкритої для участі інших країн Європи». Об'єднання вугільного і сталеливарного виробництва має забезпечити спільну основу для економічного розвитку і «дасть зрозуміти, що будь-яка війна між Францією і Німеччиною стає не просто немислимою, але й матеріально неможливою». Важливо, що завдяки об'єднанню базового виробництва і створенню нового Вищого органу, рішення якого є обов'язковими для Франції, Німеччини та інших країн-членів, «ця пропозиція призведе до реалізації першого конкретного фундаменту європейської федерації, необхідного для збереження миру».
Декларація мала кілька цілей:
- народження Європи як політичної одиниці
- унеможливити війну між державами-членами
- сприяти миру в усьому світі
- сформувати антикартельне відомство у вугільній та сталеливарній промисловості країн-членів
- відродити європейську економіку в цілому, починаючи з вугільної та сталеливарної галузей
- запропонувати вугільну та сталеливарну продукцію всьому світу без винятку, з метою підвищення рівня життя та сприяння міжнародному розвитку, в тому числі в Африці